# Theridion incomtum
Theridion incomtum är en spindelart som först beskrevs av O. Pickard-Cambridge 1896.  Theridion incomtum ingår i släktet Theridion och familjen klotspindlar.
Artens utbredningsområde är Guatemala. Inga underarter finns listade i Catalogue of Life.